# Bulbophyllum cylindrocarpum
Bulbophyllum cylindrocarpum là một loài phong lan thuộc chi Bulbophyllum.